# Unterseeboot 1007
L'Unterseeboot 1007 ou U-1007 est un sous-marin allemand (U-Boot) de type VIIC/41 utilisé par la Kriegsmarine pendant la Seconde Guerre mondiale.
Le sous-marin est commandé le 23 mars 1942 à Hambourg (Blohm + Voss), sa quille posée le 15 février 1943, il est lancé le 8 décembre 1943 et mis en service le 18 janvier 1944, sous le commandement du Kapitänleutnant Hans Hornkohl.
L'U-1007 n'endommage ni ne coule aucun navire au cours de l'unique patrouille (29 jours en mer) qu'il effectue.
Son équipage le saborde en mai 1945.

## Conception
Unterseeboot type VII, l'U-1007 avait un déplacement de 769 tonnes en surface et 871 tonnes en plongée. Il avait une longueur hors-tout de 67,10 m, un maître-bau de 6,20 m, une hauteur de 9,60 m et un tirant d'eau de 4,74 m. Le sous-marin était propulsé par deux hélices de 1,23 m, deux moteurs diesel Germaniawerft M6V 40/46 de 6 cylindres en ligne de 1 400 cv à 470 tr/min, produisant un total de 2 060 à 2 350 kW en surface et de deux moteurs électriques Brown, Boveri & Cie GG UB 720/8 de 375 cv à 295 tr/min, produisant un total 550 kW, en plongée. Le sous-marin avait une vitesse en surface de 17,7 nœuds (32,8 km/h) et une vitesse de 7,6 nœuds (14,1 km/h) en plongée. Immergé, il avait un rayon d'action de 80 milles marins (150 km) à 4 nœuds (7,4 km/h; 4,6 milles par heure) et pouvait atteindre une profondeur de 230 m. En surface son rayon d'action était de 8 500 milles nautiques (soit 15 700 km) à 10 nœuds (19 km/h).
L'U-1007 était équipé de cinq tubes lance-torpilles de 53,3 cm (quatre montés à l'avant et un à l'arrière) et embarquait quatorze torpilles. Il était équipé d'un canon de 8,8 cm SK C/35 (220 coups), d'un canon antiaérien de 20 mm Flak et d'un canon 37 mm Flak M/42 qui tire à 15 350 mètres avec une cadence théorique de 50 coups par minute. Il pouvait transporter 26 mines TMA ou 39 mines TMB. Son équipage comprenait 4 officiers et 40 à 56 sous-mariniers.

## Historique
Il effectue sa période d'entraînement à la 31. Unterseebootsflottille jusqu'au 31 mai 1944.
Le même jour, l'U-1007 quitte Kiel pour Flekkefjord. L'U-Boot devait opérer dans l'Atlantique Nord avec la 1. Unterseebootsflottille de Brest. Il est finalement affecté au groupe de combat (meute) Mitte. Le groupe se forme le 16 février 1944, en attente dans les ports du sud de la Norvège en cas d'invasion alliée soit de la Norvège soit du Danemark. Quatre bateaux sont amarrés à Bergen, quatre autres à Kristiansand et deux à Stavanger.
En mars, le groupe est porté à vingt-deux bateaux et en juin à trente, quand des submersibles comme l'U-1007 arrivent à Kiel.
Son unique patrouille de guerre se déroule du 10 au 27 juin 1944 au départ de Flekkefjord.
Dans les premières heures du 6 juin 1944, quand des nouvelles de l'invasion en Normandie parviennent aux bateaux du groupe Mitte ceux-ci reçoivent l'ordre d'appareiller. L'U-1007 est l'un des onze U-Boote qui appareillent entre le 8 et le 10 juin, pour tracer une ligne de reconnaissance allant de Trondheim à Lindesnes. À la fin juin, quand la menace redoutée en Norvège s'amenuise, l'U-1007 et huit autres bateaux du groupe Mitte sont rappelés.
En juillet 1944, il fait plusieurs escales dans divers ports norvégiens. L'U-1007 ne sera alors plus en service opérationnel. Il est l'un des neuf U-Boote du groupe Mitte à être affecté à l'instruction en juillet. Leurs équipages sont mutés à la 23. Unterseebootsflottille et à la 24. Unterseebootsflottille pour armer les Type XXI. L'U-1007 rejoint la 24.U-Flottille à Memel puis à la 31.U-Flottille à Hambourg. Lorsque la guerre touche à sa fin, l'U-1007 est l'un des nombreux U-Boote qui quittent leurs bases pour les baies du nord de l’Allemagne, y attendant des ordres.
Le 2 mai 1945, il se trouve dans le fleuve Trave (Baie de Lübeck) lorsqu'il est repéré par quatre Typhoon du la No. 245 Squadron RAF (en), piloté par le Flight lieutenant F. S. Murphy, le Flying officer F. J. Pearson, le Warrant officer K. D. Woddan, et le Flight sergeant (en) C. M. Brocklehurst. Le bateau est fortement endommagé par des roquettes et par des obus de canons. Son commandant l'échoue et le saborde, déplorant la perte de deux hommes d'équipage (une victime, selon une autre source). L'épave est relevée et détruite en mai 1946.

## Affectations
- 31. Unterseebootsflottille du 18 janvier 1944 au 31 mai 1944 (Période de formation).
- 1. Unterseebootsflottille du 1er juin 1944 au 31 juillet 1944 (Unité combattante).
- 24. Unterseebootsflottille du 1er août 1944 au 28 février 1945 (Période de formation).
- 31. Unterseebootsflottille du 1er mars 1945 au 2 mai 1945 (Période de formation).

## Commandement
- Kapitänleutnant Hans Hornkohl du 18 janvier 1944 au 9 juillet 1944.
- Oberleutnant zur See Leonhard Klingspor du 3 juillet 1944 au 7 juillet 1944.
- Oberleutnant zur See Helmut Wicke du 10 juillet 1944 à février 1945.
- Oberleutnant zur See Karl-Heinz Raabe de février à avril 1945.
- Kapitänleutnant Ernst von Witzendorff d'avril 1945 au 2 mai 1945.

## Patrouilles
|       | Commandant               | Départ         | Départ       | Arrivée        | Arrivée      | Jours    | Succès |
| ----- | ------------------------ | -------------- | ------------ | -------------- | ------------ | -------- | ------ |
|       | Kptlt. Hans Hornkohl     | 31 mai 1944    | Kiel         | 1er juin 1944  | Flekkefjord  | 2 jours  |        |
| 1     | Kptlt. Hans Hornkohl     | 10 juin 1944   | Flekkefjord  | 27 juin 1944   | Marviken     | 18 jours |        |
|       | Oblt. Leonhard Klingspor | 3 juillet 1944 | Marviken     | 5 juillet 1944 | Bergen       | 3 jours  |        |
|       | Oblt. Leonhard Klingspor | 5 juillet 1944 | Bergen       | 6 juillet 1944 | Stavanger    | 2 jours  |        |
|       | Oblt. Leonhard Klingspor | 7 juillet 1944 | Stavanger    | 7 juillet 1944 | Kristiansand | 1 jour   |        |
|       | Kptlt. Hans Hornkohl     | 7 juillet 1944 | Kristiansand | 9 juillet 1944 | Kiel         | 3 jours  |        |
| Total | Total                    | Total          | Total        | Total          | Total        | 29 jours | 0 t    |

Note : Kptlt. = Kapitänleutnant - Oblt. = Oberleutnant zur See